# Foumbouni
Foumbouni är en ort på ön Grande Comore på Komorerna. Den hade 3 386 invånare år 2003.